# معركة الجنينة
مجزرة الجنينة، المعروفة أيضًا بمعركة الجنينة، كانت سلسلة من المعارك للسيطرة على الجنينة، عاصمة غرب دارفور في السودان، بين قوات الدعم السريع والميليشيات المتحالفة معها ضد القوات الحكومية. استمرت المعارك بشكل رئيسي بين 24 أبريل و14 يونيو، مع هجمات ومجازر كبيرة من قبل قوات الدعم السريع والميليشيات المتحالفة معها ضد المدنيين من المساليت في المدينة. بعد مقتل حاكم غرب دارفور خميس أبكر في 14 يونيو، تم ذبح آلاف المدنيين من المساليت في المدينة بين 14 و22 يونيو على يد قوات الدعم السريع والميليشيات المتحالفة.
اندلعت الاشتباكات الأولية في 15 أبريل بين قوات الدعم السريع والقوات المسلحة السودانية، لكنها تلاشت بحلول 20 أبريل. تصاعد القتال على أسس قبلية بعد هجمات قوات الدعم السريع والميليشيات المتحالفة معها على أحياء المساليت، حيث حمل المدنيون من المساليت السلاح وشكلوا ميليشيات للدفاع الذاتي جنبًا إلى جنب مع التحالف السوداني بدعم جزئي من القوات المسلحة السودانية ضد الميليشيات العربية وغير المساليتية المدعومة من قوات الدعم السريع.
اجتاح مقاتلوا الجنجويد وقوات الدعم السريع مقاومة المساليت في أبريل، حيث قامت الميليشيات بذبح وإحراق أحياء المساليت ومخيمات النازحين. تم تكديس جثث المدنيين من المساليت في الشوارع من أبريل إلى يونيو خلال الحملة الإبادية، وفر الآلاف إلى حامية الجيش السوداني في أرداماتا وإلى الحدود التشادية. تصاعدت عمليات قتل المدنيين في منتصف يونيو بعد مقتل حاكم غرب دارفور خميس أبكر (وهو من أصل مساليت). سيطرت قوات الدعم السريع والجنجويد على كامل مدينة الجنينة بحلول 22 يونيو، وقضت على جميع جيوب المقاومة في الأحياء التي سيطرت عليها في 14 يونيو.
اندلعت اشتباكات متجددة في أرداماتا والجنينة في أوائل نوفمبر 2023، حيث اقتحمت ميليشيات قوات الدعم السريع و الجنجويد حامية الجيش السوداني التي لجأ إليها آلاف المدنيين هربًا من المجازر التي وقعت في وقت سابق من ذلك العام. تم ذبح أكثر من 1000 مدني وجندي بعد الاستيلاء على الحامية.

## خلفية

### الحرب في دارفور
في عام 2003، اندلعت الحرب في منطقة دارفور بغرب السودان بين ميليشيا الجنجويد التي تدعمها الحكومة والتي تتكون بشكل رئيسي من العرب، بمساعدة القوات المسلحة السودانية، ضد حركة تحرير السودان وحركة العدل والمساواة اللتين تتكونان في الغالب من غير العرب، وذلك بعد أن شنت حركتا تحرير السودان والعدل والمساواة هجمات ضد الحكومة السودانية واتهمتاها بالإبادة الجماعية.
في 25 مارس 2003، استولى المتمردون على مدينة تين الحامية على طول الحدود التشادية، مستولين على كميات كبيرة من الإمدادات والأسلحة. بدأت التمرد جزئيًا بسبب مشاعر التهميش بين المدنيين من الزغاوة والفور والمساليت في دارفور نتيجة لحملات التعريب التي نفذها الرئيس عمر البشير. رداً على ذلك، قام البشير بتعبئة المدنيين العرب في ميليشيات تسمى الجنجويد التي نفذت إبادة جماعية ضد المدنيين غير العرب من خلال حملات الأرض المحروقة. في عام 2013، بدأت تشكيل قوات الدعم السريع بقيادة حميدتي، وهو عربي من الرزيقات، في تنفيذ عمليات ضد الجماعات المتمردة. اشتهرت قوات الدعم السريع بوحشيتها ضد المناطق المدنية المتعاطفة مع المتمردين.
شهدت مدينة الجنينة، عاصمة غرب دارفور، مستوى كبيراً من العنف بسبب موقعها كسلطنة لشعب المساليت. كان عدد سكان المدينة يبلغ 250.000 نسمة في عام 2008.
في عام 2020، انتهت الحرب بعد أن وقعت عدة مجموعات متمردة اتفاقية سلام مع الحكومة السودانية عقب الثورة السودانية والإطاحة بعمر البشير.

### الهجمات على الجنينة (2019-2023)
على الرغم من اتفاقية جوبا للسلام التي أنهت الحرب في دارفور ومهمة حفظ السلام التابعة للأمم المتحدة والاتحاد الأفريقي في دارفور (يوناميد)، تعرضت الجنينة والمناطق المحيطة بها لهجمات من قبل قوات الدعم السريع و الجنجويد بين عامي 2019 و15 أبريل 2023. كانت الهجمة الأولى في 31 ديسمبر 2019 على مخيم كريندينغ للنازحين، مما أسفر عن مقتل 101 شخص. تم الهجوم على المخيم مرة أخرى في يناير وأبريل 2021، بعد عدة أشهر من انسحاب يوناميد، مما أسفر عن مقتل 150 و144 شخصًا على التوالي. بعد هجوم يناير 2021، حصل المدنيون المساليت على أسلحة وبدأوا في تشكيل ميليشيات للدفاع الذاتي، مما أدى إلى احتجاجات جالسة على الطرق المؤدية إلى الجنينة من قبل المدنيين العرب.
استمرت هذه الهجمات على مخيمات النازحين والمناطق التي يهيمن عليها المساليت في الجنينة وحولها حتى عام 2022، حيث وقعت مذبحة في كرينك أسفرت عن مقتل أكثر من 200 شخص. نادراً ما تدخلت القوات المسلحة السودانية والمراقبون الدوليون في هذه الهجمات، ونفت قوات الدعم السريع بشكل قاطع تورطها. في عام 2022، بدأت كل من ميليشيات المساليت والعرب، بما في ذلك تحالف السودان وقوات الدعم السريع، حملة تجنيد ضخمة على أسس قبلية في جميع أنحاء دارفور.

### التركيبة السكانية للجنينة
كانت الأحياء في الجنينة غالبًا مختلطة بين غالبية المساليت، غالبية العرب، مختلطة بين العرب والمساليت، ومختلطة بين العرب والمجموعات غير العربية مثل التاما، البارغو، والزغاوة. هاجرت العديد من المجموعات غير العربية وغير المساليت إلى المدينة كلاجئين خلال العشرين عامًا الماضية بسبب حرب دارفور. كانت أحياء الجمارك والمدارس غالبية سكانها من المساليت، وكان حي التضامن يضم سلطنة المساليت وشخصيات بارزة أخرى من المساليت. كانت أحياء النسيم وأم دوين غالبية سكانها من العرب.
كان حي الجبل، وهو أكبر حي في الجنينة، مختلطًا حيث كانت المربعات 1 إلى 3 عربية والمربعات 4 إلى 7 مساليت. كانت أحياء الكفاح، الشاطئ، الامتداد، والسلام مختلطة بين العرب وغير العرب، حيث كانت الأحياء الثلاثة الأخيرة موطنًا للتجار الأكثر ثراءً. لا توجد خريطة تحدد الحدود الدقيقة للأحياء.

## مقدمة

### غرب دارفور
كانت الجنينة تعتبر استراتيجية بسبب موقعها كعاصمة غرب دارفور ومركز سلطنة دار مساليت. كانت المدينة تأوي 540.000 مدني قبل الحرب. في أواخر مارس وأوائل أبريل 2023، دفعت الاشتباكات بين العرب وغير العرب في الجنينة، وفورو برنقا، وتندلتي حاكم غرب دارفور ومؤسس وقائد تحالف السودان خميس أبكر إلى إعلان حالة الطوارئ في المنطقة وفرض حظر تجول ليلي في 10 أبريل. كانت الاشتباكات في فورو برنقا بين التاما والعرب، وأسفرت عن مقتل 24 شخصًا وتشريد 24.000 آخرين.

### الخرطوم
تصاعدت التوترات بين عبد الفتاح البرهان، القائد العسكري للسودان الذي تولى السلطة في انقلاب السودان عام 2021، وحميدتي في أوائل عام 2023 بسبب مقاومة حميدتي لدمج قوات الدعم السريع في القوات المسلحة السودانية ومقاومة البرهان للانتقال إلى الحكم المدني. اندلعت هذه التوترات إلى حرب في 15 أبريل، عندما اقتحمت قوات الدعم السريع مطار الخرطوم الدولي وقواعد الجيش السوداني الأخرى في جميع أنحاء البلاد. تمكنت القوات المسلحة السودانية من القضاء على التمردات في قواعد قوات الدعم السريع في الأجزاء الشرقية والجنوبية من البلاد، وهي كسلا وسنار وولاية النيل الأزرق، بينما جندت قوات الدعم السريع الجنجويد لاقتحام وعزل القوات السودانية في دارفور وكردفان. أصبحت معظم أجزاء الخرطوم والمدن المحيطة بها أم درمان والخرطوم بحري منطقة حرب.

## معركة

### الاشتباكات الأولية (15-17 أبريل)
اندلعت المعركة في الجنينة في 15 أبريل 2023، ووقعت في الضواحي الغربية للمدينة. استمرت الاشتباكات الأولية لمدة ساعة ونصف، وفقًا لزعيم قبيلة المساليت، وانتهت عند الظهر. بدأ المدنيون بالاحتماء في منازلهم، وصرح زعيم المساليت أن الوضع في المدينة كان "مضطربًا وغير مستقر". استمرت الاشتباكات في اليوم التالي، ولكن لا يُعرف الكثير عنها. ادعت قوات الدعم السريع في وقت متأخر من ليلة 16 أبريل أنها سيطرت على مطار الجنينة، لكن كان من المستحيل التحقق من ذلك في ذلك الوقت. كما فشل وقف إطلاق النار على مستوى البلاد، الذي نشأ في الخرطوم، في الصمود في الجنينة في 16 أبريل.
بحلول 17 أبريل، أُغلق مستشفى الجنينة بسبب القتال. في ذلك الوقت، كان من المستحيل التحقق من عدد القتلى والموقع الدقيق للقتال في الجنينة بسبب ضباب الحرب. بينما ذكرت بعض المصادر أن القتال اندلع بين القوات المسلحة السودانية وقوات الدعم السريع، زعم آخرون أن الاشتباكات كانت بين العرب والمساليت غير العرب. أحمد قوجة، صحفي في نيالا، أكد صحة المزاعم حول الاشتباكات بين العرب والمساليت، وأن المدنيين قد سرقوا أسلحة من مركز الشرطة لحماية أنفسهم وأحيائهم. في الأيام الأولى من الاشتباكات، فتحت القوات السودانية مخازن أسلحتها ووزعت 400 سلاح على مجموعات الدفاع الذاتي للمساليت وتحالف السودان. أفادت أوتشا بأن مكاتب الأمم المتحدة كانت تتعرض للنهب في المدينة، وتم إحراق الأسواق والمنازل ومكاتب المنظمات الإنسانية الأخرى. في 23 أبريل، حاول جنود القوات المسلحة السودانية استعادة أجزاء من المدينة من قوات الدعم السريع، لكنهم أُجبروا على التراجع إلى مقر الجيش.
في 22 أبريل، أفاد المدنيون في الجنينة بسماع شائعات عن تعبئة قادة قوات الدعم السريع و الجنجويد في شكري، وهي قرية على الطريق بين أدري والجنينة. انتقلت هذه التعبئة إلى الجنينة والأحياء المحيطة حتى يوم 24، عندما بدأ مقاتلو الجنجاويد وقوات الدعم السريع في إنشاء مواقع حول الجنينة. في نفس الوقت تقريبًا، في 23 أبريل، اجتمع شيوخ المجتمع وضباط القوات المسلحة السودانية سعياً لإنهاء النزاع. في بيان كان من المقرر إصداره في 24 أبريل، خلص الحاضرون إلى أنه يجب على القوات المسلحة السودانية وقوات الدعم السريع الامتناع عن القتال في الجنينة، وأنه سيتم نشر قوات الشرطة الاحتياطية المركزية في السوق في المدينة الذي كان مغلقاً منذ 15 أبريل.

### الاشتباكات إلى مجازر (24 أبريل - 2 مايو)
من 24 إلى 25 أبريل، تصاعدت الاشتباكات بدءًا من حي الجمارك. في حي الجبل، هاجم مسلحون عرب مقر القوات المشتركة السودانية التشادية وسرقوا حوالي إحدى عشرة مركبة مدرعة. كما هاجم مسلحون عرب المنظمات البلدية والولائية، بما في ذلك مقر شرطة المدينة والسوق والبنك. ثم هاجمت قوات الدعم السريع الأحياء ذات الأغلبية المساليت ومخيمات النازحين في المدارس، المنصورة، والتضامن، بالإضافة إلى السوق المركزي والأحياء المذكورة سابقاً، الجبل والجمارك. قاد هذه التوغلات قائد قوات الدعم السريع في غرب دارفور عبد الرحمن جمعة. استهدفت قوات الدعم السريع مناطق تجمع المدنيين بشكل متعمد، بما في ذلك المكاتب الحكومية ومدرسة الزهراء الداخلية للبنات. في استهداف الأحياء، ذهبت الميليشيات وقوات الدعم السريع من باب إلى باب في كل مبنى، وأضرمت النار في المباني الكبيرة مثل المدارس. استهدفت الميليشيات رجال المساليت من جميع الأعمار، وتم اغتصاب النساء ومطاردتهن.
بينما هاجمت قوات الدعم السريع و الجنجويد الأحياء ذات الأغلبية المساليت، توجه آلاف المدنيين من المساليت نحو قواعد اليوناميد السابقة، ومراكز الشرطة، ونقاط القوات المسلحة السودانية بحثًا عن أسلحة للدفاع عن أنفسهم. قام العديد من رجال الشرطة الذين كانوا من المساليت بفتح مستودعات الأسلحة للمزيد من المدنيين، مما أدى إلى بعض المقاومة في قواعد القوات المسلحة السودانية التي تم اجتياحها ونهبها من قبل المدنيين المساليت. ذكر أحد سكان حي الجمارك: "منذ ذلك اليوم، كان لدى الجميع سلاح." في مذبحة في مكتب العمل في حي ذو أغلبية مساليت، قُتل هناك ما لا يقل عن واحد وثلاثين مدنياً.
بدأ القتال في 25 أبريل عندما هاجم مقاتلو تحالف السودان قواعد قوات الدعم السريع في الجنينة. أصدر فولكر بيرثيس، ممثل الأمم المتحدة في السودان، بيانًا في ذلك اليوم زعم فيه أن زعماء القبائل في الجنينة أعادوا بدء حملات التعبئة. كما صرح بيرثيس بأن ميليشيات من وسط دارفور وشمال دارفور انضمت إلى القتال في الجنينة. ذكرت نقابة المحامين في دارفور أن 25 شخصًا قُتلوا في 25 أبريل وحده، وأن الآلاف من اللاجئين قد فروا إلى تشاد. زعم مكتب الأمم المتحدة لحقوق الإنسان أن أكثر من 96 شخصًا قد قُتلوا. كما قُتل نائب مدير الشرطة في غرب دارفور، العميد عبد الباقي الحسن محمد، في القتال. لم يكن هناك كهرباء أو اتصالات تذكر في الجنينة بعد 24 أبريل.
ادعى سكان الجنينة أنهم رأوا "شاحنات بيك أب مليئة بالجثث". وأحد السكان، في حديثه مع بي بي سي، قال إن جنود قوات الدعم السريع أحرقوا جميع مخيمات اللاجئين داخل المدينة وحولها، وأن المقاتلين كانوا يهاجمون المنازل بالصواريخ. وصرح قادة المجتمع في المدينة أن مسلحين هاجموا اللاجئين النازحين في وسط المدينة، بما في ذلك مخيم أبو زر للاجئين. أصدرت منظمة أطباء بلا حدود بيانًا يفيد بأن مستشفى الجنينة التعليمي تعرض للنهب من قبل المسلحين في 28 أبريل، وأدانت المنظمة هذا النهب. أغلقت العديد من المستشفيات بسبب النهب، بينما تعرضت سيارات الإسعاف والمسعفون للهجوم بشكل متكرر. وأفادت المستشفيات القليلة التي بقيت مفتوحة في أواخر أبريل وأوائل مايو بنقص الدم اللازم لعمليات نقل الدم والمعدات المرافقة، والسوائل الوريدية والإمدادات الطبية العامة. في مقابلة، ذكرت يسرى الباقر أن مكاتب الأمم المتحدة قامت بإجلاء الأجانب في المدينة لكنها تركت السودانيين. في 27 أبريل، شن مسلحون من قوات الدعم السريع هجومًا كبيرًا على مواقع المساليت في المدينة. حوالي الساعة 6 صباحًا، اندلعت اشتباكات عنيفة في حي المجلس، وسرعان ما انتشرت عبر المقر البلدي للمدينة، وفقًا لاتحاد دار مساليت. استمرت هذه الاشتباكات حتى 28 أبريل، واحتدم القتال في جميع أحياء الجنينة. بحلول 1 مايو، ارتفع عدد القتلى في الجنينة إلى أكثر من 180 مدنيًا، وقدر طبيب واحد عدد القتلى بأكثر من 191. وذكرت الأمم المتحدة أنه بحلول 10 مايو، قُتل أكثر من 450 شخصًا في القتال، وسعى ما بين 7.500 و12.000 شخصًا للجوء في قاعدة الجيش السوداني في أرداماتا.توقفت الاشتباكات بحلول 2 مايو بعد تدخل قادة الإدارة القبلية وحاكم جنوب دارفور حميد التجاني هانّون، مما أوقف القتال بين قوات الدعم السريع والقوات المسلحة السودانية في المدينة. لم تأخذ الهدنة في الاعتبار الانقسامات القبلية، وبالتالي كانت هشة. بعد ذلك، كان المستشفى الوحيد الذي يعمل في المدينة هو مستشفى كرينك، حيث أصبح مستشفى الجنينة التعليمي في حالة متردية وتم إحراق وزارة الصحة في المدينة. تم نهب أو إخلاء كل سوق تقريبًا، باستثناء بعض الأسواق الصغيرة في شمال المدينة، مما تسبب في تضخم مفرط في تكلفة السلع. لجأ معظم السكان إلى حي السلام، الذي لم يتأثر بشدة في القتال.

### الجولة الثالثة من الهجمات (12-15 مايو)
اندلع القتال للمرة الثالثة في 12 مايو، بعد أن هاجمت ميليشيات الجنجويد والميليشيات المتحالفة معها ميليشيات مدنية بالقرب من شارع زالات. ذكرت نقابة الأطباء السودانية أن عدد قتلى الهجمات بلغ 280 قتيلاً وأكثر من 160 جريحًا، ومن المتوقع أن يرتفع هذا العدد مع استمرار القتال. في 14 مايو، تعرضت أحياء البحيرة، الثورة، التضامن، المجلس، والمدارس للهجوم. في محاولة لتخفيف القتال، أعلن حاكم غرب دارفور مني مناوي عن إنشاء "قوة دارفور المشتركة" المكونة من الحركات المتمردة التي وقعت اتفاقية سلام جوبا عام 2020. وصفت منظمة نساء السودان من أجل التغيير، ومقرها دارفور، الوضع في الجنينة بأنه "سيناريو إبادة جماعية مثل رواندا". في هذا الوقت، كانت هناك عدة مخيمات للنازحين قد أُحرقت ودمرت بالكامل. أفادت المستشفيات المحلية والنشطاء عن عشرات الإصابات والجثث التي تصل يوميًا، وكان العديد منها جروحًا ناتجة عن إطلاق نار على الشباب من قبل قوات الدعم السريع والهجمات المتحالفة على مخيماتهم.
بحلول 16 مايو، أفاد سكان الجنينة بأن الإنترنت كان متاحًا فقط خلال النهار وأن انقطاع الكهرباء ونقص الطعام والمياه كان مستمرًا. صرح المدنيون الذين حملوا السلاح أن القتال كان شديد الضراوة، وأطلقت العديد من الأحياء دوريات مدنية تعمل على مدار 24 ساعة يوميًا لمكافحة هجمات قوات الدعم السريع. في القتال، قُتل إمام المدينة الرئيسي، محمد عبد العزيز عمر.
خلال تجدد اندلاع القتال، كانت هناك أوقات لم يكن فيها أي مستشفى يعمل في الجنينة. ذكرت نقابة الأطباء في غرب دارفور أن 280 شخصًا قتلوا وأصيب أكثر من 300 آخرين بين 12 و15 مايو. بعد القتال، أظهرت صور الأقمار الصناعية أن العديد من المدارس والأعمال التجارية والأحياء قد أُحرقت بسبب الاشتباكات. أفادت نقابة الأطباء السودانية بمقتل حوالي 200 شخص وإصابة المئات بحلول 17 مايو، مع تصريح المدنيين بأن الظروف في المدينة قد تدهورت في الأيام القليلة الماضية. في ذلك الوقت، لم يكن هناك كهرباء وقليل من الطعام والماء. بحلول 21 مايو، تم حرق جميع مخيمات النازحين واللاجئين في الجنينة. ذكر عدة سكان في مقابلات مع رويترز أن مقاتلي قوات الدعم السريع والميليشيات العربية كانوا يحتلون المنازل، وتذكروا حالات قُتل فيها سبعة أفراد من عائلة واحدة في منزلهم، وأُطلق النار على اثني عشر جريحًا وطبيب في مستشفى مؤقت. بعد 21 مايو، انقطعت الاتصالات في الجنينة ومعظم منطقة دارفور. بينما كانت المدينة هادئة في الغالب، سيطر مقاتلو قوات الدعم السريع والميليشيات المتحالفة بالكامل على حي الجمارك بين 21 و23 مايو. انسحب المدافعون الناجون من المساليت ومقاتلو تحالف السودان إلى ستة أحياء أخرى على طول الطريق الرئيسي A5، واستخدموا الأمانة العامة كمقر لهم.

### حصار الجنينة (24 مايو - 22 يونيو 2023)

#### الهروب والدخول إلى الجنينة
في 24 مايو، أعلن مصدر من حركة تحرير السودان-مني مناوي في قوة دارفور المشتركة أن قافلة من قوات دارفور المشتركة متجهة إلى الجنينة، مدعومة من القوات المسلحة السودانية، تعرضت لكمين من قبل قوات الدعم السريع وميليشيات عربية متحالفة. قُتل أربعة من جنود قوة دارفور المشتركة، وأصيب سبعة عشر، وتم أسر ثلاثة، رغم أن القافلة تمكنت من الدخول إلى الجنينة. في أواخر مايو، وقعت هجمات على أطراف الجنينة، حيث هاجمت الميليشيات المتحالفة مع قوات الدعم السريع بلدتي مستري وكلبس. فر معظم اللاجئين من الجنينة والمناطق المحيطة بها، الذين بلغ عددهم 370.000 شخص بحلول أواخر مايو، إلى مدينة أدري في شرق تشاد. كما أقامت السلطات التشادية مخيمات للاجئين في عبدي، على الحدود مباشرة من بلدة بيدا السودانية. استوعب مخيم عبدي 25.000 لاجئ في الأسابيع الأولى من إنشائه. لم يتمكن العديد من المدنيين من عبور الحدود بسبب سيطرة قوات الدعم السريع على الطريق الرابط بين تشاد والجنينة.
كانت نقاط التفتيش التابعة لقوات الدعم السريع كثيرة على طول الطريق A5 الذي يربط أدري بالجنينة. تم استهداف المساليت والمجموعات غير العربية الأخرى، حيث اتهمهم مقاتلو قوات الدعم السريع والجنجويد بمهاجمة العرب في المدينة. غالبًا ما قام هؤلاء المقاتلون بإعدام وضرب اللاجئين الفارين إلى تشاد، وتم وصف القليل من المساليت الذين سُمح لهم بالمرور بأنهم "عبيد" وأمروا بعدم العودة إلى دارفور أبدًا. عندما دخل الناجون إلى أدري، كانت مخيمات اللاجئين مكتظة ولم يكن هناك ما يكفي من الطعام والمعدات الطبية لتلبية الاحتياجات. مات العديد من اللاجئين في تشاد.

#### نقص طبي في المدينة
بحلول 4 يونيو، أُغلقت جميع المستشفيات في المدينة بسبب القتال. ظلت الاتصالات مقطوعة، على الرغم من أن الإنترنت عمل لفترة وجيزة في المدينة في 1 يونيو. ذكرت منظمة أطباء بلا حدود أنه بحلول يونيو، أصبح من المستحيل جمع جثث المدنيين والجنود القتلى، وأن العديد من الجثث تُركت في الشوارع أو تكدست في مكان واحد. كان السوقان الوحيدان المتبقيان في المدينة هما سوق الزريبة وسوق العرديبة. صرح حسن زكريا، رئيس أحد المستشفيين الميدانيين العاملين في الجنينة، أن 880 شخصًا قد قتلوا بين 24 أبريل و9 يونيو.
في 5 يونيو، قُتل عبد الخالق أرباب، وهو محامٍ يعمل لدى نقابة المحامين في دارفور، مع ثمانية أفراد من عائلته خلال هجوم على منزله في حي الشاطئ، وقُتل محامٍ آخر يدعى محمد أحمد كودي في هجوم آخر. صرحت نقابة المحامين في دارفور أن أرباب وكودي قُتلا بسبب عملهما في ملاحقة جرائم الحرب ضد النازحين داخليًا من حرب دارفور. قُتل عدة محامين بارزين ومدافعين عن حقوق الإنسان في نفس اليوم في الجنينة.

#### استهداف الصحفيين والنشطاء
هاجمت قوات الدعم السريع جنوب وشرق الجنينة في 7 يونيو، بعد تجميع القوات من مدن أخرى في غرب دارفور. استمرت الاشتباكات حتى 9 يونيو. أفاد اثنان من الناجين من هجوم شنته قوات الدعم السريع والميليشيات المتحالفة على مركز القندول، حيث كانت 200 أسرة تحتمي، بأن 30 من مسلحي قوات الدعم السريع دخلوا المجمع وبدأوا في إطلاق النار بشكل عشوائي. وُجهت هذه الهجمات من قبل قائد التمرد موسى أنجير، الذي شوهد يقود هجمات أخرى على المدنيين منذ 24 أبريل.
في 6 يونيو، صرح نائب حاكم غرب دارفور، البخاري عبد الله، بأن 850 شخصًا قُتلوا وأُصيب أكثر من 2.000 منذ اندلاع القتال في المدينة في 15 أبريل. ارتفع هذا العدد إلى 1.100 قتيل إجمالي، وفقًا للأطباء المحليين في المدينة. تم اختطاف أحد أبرز الصحفيين في المدينة، إنعام النور، من قبل مجهولين في أوائل يونيو. بحلول منتصف يونيو، كانت الجنينة تحت حصار شبه كامل من قبل قوات الدعم السريع والميليشيات العربية المتحالفة. حاول العديد من المدنيين المساليت الباقين في المدينة الفرار غربًا نحو الحدود التشادية أو شمالًا إلى قاعدة القوات المسلحة السودانية في أرداماتا.

### قتل خميس أبكر ومجازر يونيو
في 14 يونيو، أسفر قصف من قوات الدعم السريع على حي الجمارك عن مقتل سبعة عشر مدنيًا، بمن فيهم أقارب لسلطان دار مساليت. كان أحد الأقارب الذين قُتلوا هو أمير دار مساليت، طارق عبد الرحمن بحر الدين. وأصيب 37 آخرون في الهجوم. ندد حاكم غرب دارفور خميس أبكر في 13 يونيو بالوضع واصفاً إياه بالإبادة الجماعية، وذكر أن الجيش السوداني لم يغادر القاعدة العسكرية لمساعدة المدنيين. في ردها، وصفت قوات الدعم السريع معركة الجنينة بأنها "صراع قبلي". في 15 يونيو، تم تعذيب أبكر وإعدامه على يد مسلحين من قوات الدعم السريع بقيادة عبد الرحمن جمعة بسبب تصريحاته قبل يومين. ألقت قوات الدعم السريع باللوم على القوات السودانية في مقتل أبكر، رغم وجود أدلة بالفيديو تظهر جنود قوات الدعم السريع يعتدون على أبكر ويحتفلون بجثته. ذكر نشطاء المساليت أن أبكر قُتل بعد رفضه التراجع عن تصريحاته بشأن الإبادة الجماعية في الجنينة. اتهم رئيس حركة العدل والمساواة، منصور أرباب، جمعة بقتل أبكر، إلى جانب قوة دارفور المشتركة. ندد مني مناوي، قائد قوة دارفور المشتركة، بالقتل لكنه لم يتهم قوات الدعم السريع. لاحقًا، ندد مفوض الأمم المتحدة السامي لحقوق الإنسان بعملية القتل.
في نفس اليوم، سقطت العديد من الأحياء التي كانت تحت سيطرة مجموعات الدفاع الذاتي المساليت ومقاتلي تحالف السودان في يد قوات الدعم السريع والميليشيات المتحالفة بعد هجوم واسع النطاق من قبل الميليشيات. فر آلاف المدنيين باتجاه تشاد وأرداماتا، مشكلين قوافل كبيرة. في صباح يوم 15 يونيو، هاجمت قوات الدعم السريع والميليشيات المتحالفة القافلة وذبحوا مئات المدنيين الفارين، مما أجبر البعض على محاولة السباحة عبر نهر كجا نحو كريندينغ لتجنب الرصاص. في الوقت نفسه، بدأت قوات الدعم السريع والميليشيات المتحالفة بالذهاب من منزل إلى منزل في الأحياء التي كانت تحت سيطرة المساليت سابقًا، وقتل أي شخص فيها. تم إطلاق النار على المدنيين أثناء فرارهم من قوات الدعم السريع في الشوارع. قُتل ما لا يقل عن 547 شخصًا بين 14 و15 يونيو فقط، وأصيب 1.400 شخص. منع القناصة الناس من مغادرة منازلهم. ذكر أحد الناجين أن مقاتلي الجنجويد اصطفوا هو وعدة رجال ضد جدار وسألوهم عن المجموعة العرقية التي ينتمون إليها. الذين قالوا إنهم من المساليت تم إطلاق النار عليهم.

### سيطرة قوات الدعم السريع ونهاية المجزرة
في 22 يونيو، أفادت نقابة المحامين في دارفور بأن الجنينة "سقطت في يد قوات الدعم السريع"، مستشهدة بتقارير من اللاجئين السودانيين على الحدود التشادية. زعمت النقابة أنه رغم وجود حامية صغيرة من القوات المسلحة السودانية المحصنة في المدينة، فإن قوات الدعم السريع، بقيادة جمعة، كانت تسيطر على المنطقة ومحيطها. فر آخر بقايا حامية القوات المسلحة السودانية، المكونة من الفرقة الخامسة عشرة، من الجنينة في 4 نوفمبر. تركوا وراءهم مئات الجنود وكميات كبيرة من الأسلحة؛ وهروبهم شكل الانتصار النهائي لقوات الدعم السريع في الجنينة. تلاشت القوات المتبقية المناهضة لقوات الدعم السريع في الجنينة ومحيطها، إما بالفرار أو الوقوع في الأسر.

## ادعاءات الإبادة الجماعية

### ادعاءات الإبادة الجماعية خلال مجزرة الجنينة
في 13 يوليو 2023، اكتشفت تحقيقات الأمم المتحدة مقبرة جماعية تضم 87 شخصًا، جميعهم من المدنيين المساليت، بالقرب من الجنينة. قتل هؤلاء المدنيون على يد قوات الدعم السريع بين 13 و21 يونيو. كان العديد من القتلى من أحياء المدارس والجمارك. أعرب فولكر تورك، مفوض الأمم المتحدة السامي لحقوق الإنسان، عن أسفه لعمليات القتل وذكر أن الأمم المتحدة لم يُسمح لها بالوصول إلى الموقع حتى شهر يوليو.
خلال هجوم في 19 يونيو 2023، قُتل الأمير بدوي مصري بحر الدين، ابن عم سلطان دار مساليت، على يد قوات الدعم السريع. قُتل العديد من الشخصيات البارزة الأخرى في هجمات 19 و20 يونيو، بما في ذلك صادق هارون، مفوض العون الإنساني في المدينة، وعدة عمداء وأئمة. أفادت نقابة المحامين في دارفور في اليوم التالي بأن مخيمات اللاجئين في كرينك وسيربا كانت تحت حصار قوات الدعم السريع. تم حرق جميع الملاجئ المؤقتة ومخيمات اللاجئين بحلول 20 يونيو. تم تدمير العديد من القرى والأحياء والمواقع الثقافية داخل الجنينة وحولها، بما في ذلك السوق الكبير للمدينة وقصر سلطنة المساليت.في 22 يونيو، أصدرت سلطنة دار مساليت بيانًا يفيد بأن أكثر من 5.000 مدني قد قتلوا بين 24 أبريل و24 يونيو، وكانت الغالبية العظمى منهم من غير العرب. وصفت السلطنة الوضع بأنه "إبادة جماعية"، وظهرت لقطات لجثث تُستخدم كحواجز، وجثث رجال ونساء وأطفال متناثرة في الشوارع. أكد لاجئون من غرب دارفور في حديثهم مع الجزيرة في أواخر يونيو هذه الادعاءات، مضيفين أن أوضاعًا مشابهة وقعت في مدن مستري وكونقا حرازة وتندلتي في غرب دارفور بين أبريل ويونيو. هاجمت قوات الدعم السريع أيضًا المدنيين في يونيو على الطريق بين الجنينة والحدود السودانية التشادية. وقعت العديد من هذه الجرائم عند نقاط تفتيش قوات الدعم السريع، حيث قتلت امرأة حامل على يد مسلحين لعدم توفرها على المال الكافي للمرور. صرح لاجئ من الجنينة قائلاً: "الطريق بين الجنينة وأدري مليء بالجثث، لا يمكن لأحد أن يحصيها". وأفاد مصدر آخر بأن أكثر من 350 شخصًا قُتلوا على الطريق فقط.
في حين كان شعب المساليت غالبًا مستهدفًا من قبل الميليشيات العربية، ادعى اللاجئون أن الميليشيات كانت تطلق النار على أي شخص أسود. استُهدفت شخصيات بارزة في المجتمع المدني، بما في ذلك المحامون والمسؤولون الإنسانيون وغيرهم، من قبل الميليشيات وقوات الدعم السريع بعد وأثناء سقوط المدينة. وصفت نقابة المحامين في دارفور عملية التطهير العرقي بأنها "إبادة جماعية شاملة". أصدرت الأمم المتحدة بيانًا في 24 يونيو تندد فيه بـ"القتل العشوائي"، لكنها لم تذكر الجناة. وذكر ضابط في مكتب المفوضية السامية للأمم المتحدة لشؤون اللاجئين في أدري أن قوات الدعم السريع قتلت عمداً الرجال والفتيان لـ"القضاء على المقاتلين المستقبليين وكذلك خط النسب لجماعة عرقية معينة".

#### تدمير ونهب الممتلكات
تم نهب وإحراق آلاف المنازل، معظمها لسكان المساليت، خلال المجزرة وبعدها. تم تدمير مخيم أبو زر للاجئين بالكامل بحلول 21 يونيو، ولم يبق أي مبنى قائم. بدأ تدمير المنازل على نطاق واسع لأول مرة في حي الجبل في أواخر أبريل وأوائل مايو، لكنه امتد إلى الجمارك، المدارس، التضامن، والمجلس بحلول منتصف مايو. في ذروتها، حدث الحرق الجماعي للمنازل في الأحياء المذكورة أعلاه، الثورة، دونكي 13، وعبر النهر في مخيم كريندينغ للنازحين. قام مقاتلو الجنجويد والمليشيات العربية أيضًا بنهب متاجر أصحاب المساليت في السوق المركزي للمدينة، رغم أنهم استهدفوا أحيانًا متاجر العرب الأثرياء أيضًا.

#### المقابر الجماعية
منعت قوات الدعم السريع والميليشيات المتحالفة المدنيين من دفن القتلى. بدأت عمليات الدفن الأولى في 24 أبريل في مقابر الغابات والشاطئ والزريبة. تم دفن ما لا يقل عن خمسة وستين جثة في مقبرة جماعية في الغابات بين 25 و26 أبريل. قُتل طارق بحر الدين، شقيق سلطان المساليت، على يد قوات الدعم السريع أو الميليشيات المتحالفة بعد أن رفض بحر الدين مغادرة الحي الذي كان يدافع عنه. ظلت جثته في الشارع لأسابيع حتى انتهى القتال، وعندها أجبرت قوات الدعم السريع على دفنه في مقبرة جماعية.
في 12 أغسطس، عقد ممثل قبيلة المساليت، الفرشة صالح أرباب سليمان، مؤتمراً صحفياً في بورتسودان حيث اتهم قوات الدعم السريع بالسعي لإخفاء أدلة الجرائم التي ارتكبت في الجنينة عن طريق دفن الجثث في مواقع مخفية وإجبار جمعية الهلال الأحمر السوداني على تسليم الجثث. أكدت تنسيقية لجان المقاومة تقارير المقابر الجماعية وقالت إنه اعتبارًا من 16 أغسطس، لا تزال عدة جثث على أسطح المنازل أو داخل المباني. في 15 أغسطس، تم العثور على أكثر من 1.000 جثة في 30 مقبرة جماعية أخرى. في مقابلة مع موقع (AllAfrica)، روى مدنيون من المساليت في أدري تجاربهم في المدينة، بما في ذلك قتل مجموعة كبيرة من المدنيين النازحين من المساليت داخل المدينة. صرح سلطان المساليت سعد بحر الدين أن حوالي 10.000 شخص من مجتمعه قتلوا على يد قوات الدعم السريع. في مقابلات مع سي إن إن في 16 أغسطس، والتي شملت صورًا جمعت خلال المجازر، بلغ آخر عدد للمدنيين القتلى 884، وبعد 9 يونيو أصبح العدد غير قابل للحصر، ووُصفت المدينة بأنها "مدينة أشباح". كما ذكر المدنيون أن أطفالًا صغارًا من المساليت تم ذبحهم على يد قوات الدعم السريع. قامت قوات الدعم السريع والجنجويد أيضًا بأسر وتعذيب نشطاء بارزين أو قادة تم استهدافهم من خلال رسالة واتساب متداولة بين العرب. صرح أحد النشطاء بأنه تم تقييده وإلقاؤه في نهر كجا، ولم يتم فك قيده إلا عندما أنقذته امرأة عربية.بدأت قوات الدعم السريع والميليشيات المتحالفة معها في أخذ الهواتف من المدنيين أثناء عملية دفن أو التخلص من جثث المجزرة. أجبرت قوات الدعم السريع على تحميل الجثث على شاحنات وإلقائها في منطقة التراب الأحمر، وهي منطقة في ضواحي المدينة. تم دفن 87 شخصًا في منطقة التراب الأحمر. كما تم إلقاء الجثث في خنادق على أطراف المدينة. عاد بعض السكان، ومعظمهم من النساء، إلى الجنينة لدفن أقاربهم في مقبرة الغابات. تمت هذه الدفانات في أواخر يونيو، وتم إلقاء الجثث في مقابر جماعية بعد أسابيع من قتلهم.
أظهرت صور من المجزرة عدة جثث مكدسة في طريق مهجور ومدمر في الجنينة. صرح أحد المدنيين بأن "الجثث كانت متناثرة في الشارع من مستشفى الجنينة التعليمي إلى الأجزاء الجنوبية من المدينة". أفاد المدنيون الذين فروا من الجنينة في يوليو بأن العديد من الجثث قد أُلقِيت في البرك في منطقة مرقبير، وهي بلدة غرب الجنينة. وذكروا أن بعض هذه الجثث بدا وكأنها ميتة منذ أشهر، وأن مجموعتين قبليتين قد قتلتا أو "تم إبادتهما عمليًا" على يد قوات الدعم السريع، وهما شعب المساليت وقبائل البرجو. أضاف آخرون أن قوات الدعم السريع كانت تستخدم المتطوعين والمدنيين لنقل هذه الجثث، خاصة في الضواحي الشمالية للمدينة. تم اكتشاف ثلاث عشرة مقبرة جماعية أخرى في الجنينة في 14 سبتمبر.

### المرتكبون

#### عبد الرحمن جمعة برك الله
قاد العديد من قادة قوات الدعم السريع والعرب البارزين حملة الإبادة الجماعية في الجنينة. كان قائد قوات الدعم السريع في المدينة هو عبد الرحمن جمعة، الذي قاد الهجمات والاعتداءات من قبل قوات الدعم السريع و الجنجويد على الأحياء التي يسيطر عليها المساليت منذ بداية المعارك. أمر جمعة بقصف مناطق مختلفة من المدينة، بما في ذلك حي المدارس ومخيم الحجاج للنازحين، وكلاهما تم تدميرهما في النهاية. ذكر أحد الناجين من المجازر الذي قاتل في مجموعات الدفاع الذاتي أن جمعة لم يشارك شخصيًا في أي من الهجمات، لكنه أشرف على العديد منها. أمر جمعة أيضًا بقتل أبكر في 14 يونيو، حيث أظهرت الفيديوهات جر أبكر إلى مكتب جمعة. فرضت الولايات المتحدة عقوبات على جمعة لدوره في المجازر في الجنينة وقتل أبكر في سبتمبر 2023.

#### إدريس حسن
شارك قائد قوات الدعم السريع السابق في غرب دارفور، إدريس حسن، وقاد الهجوم على أحياء المساليت في الجنينة. ذكر عدة شهود في حديثهم مع رويترز أن حسن قاد مسلحي قوات الدعم السريع و الجنجويد في هجومهم على حي الجبل. مثل جمعة، أشرف حسن فقط على القوات ولم يشارك في أي قتال بنفسه.

#### التيجاني الطاهر كرشهوم
تم تعيين التيجاني الطاهر كرشهوم نائبًا لحاكم الجنينة تحت قيادة أبكر في عام 2022، وشوهد وهو يقوم بتعبئة الجنجويد في الأيام التي سبقت 24 أبريل 2023. كما شوهد كرشهوم يقود هجمات الجنجويد على حي المدارس ومخيم أبو زر للنازحين، بالإضافة إلى رؤيته مع حسن في الجمارك. في المدارس، أمر كرشهوم مقاتلي الجنجويد بإطلاق النار على مكتب الحاكم الواقع في الحي. كما كان حاضرًا في منع قافلة من لاجئي المساليت الفارين من المدينة في 15 يونيو. عمل كرشهوم أيضًا مع جمعة في التخطيط وارتكاب جريمة قتل أبكر في 14 يونيو. كانت العلاقة بين أبكر وكرشهوم متوترة بسبب إقالة كرشهوم قبل الحرب لمدير وزارة المالية في غرب دارفور، الذي كان يدعم أبكر. تم تعيين كرشهوم حاكمًا فعليًا لغرب دارفور في يوليو. في يوليو 2023، قاد كرشهوم الهجوم والمجزرة في سيربا. بحلول سبتمبر، كان كرشهوم يحاول إغراء اللاجئين بالعودة إلى الجنينة.

#### موسى أنجير
عمل موسى أنجير قائدًا لميليشيا ذات أغلبية عربية في تمازج، وقاد عدة هجمات على المدنيين والمواقع المدنية خلال المجازر في الجنينة. مثل جمعة وحسن، قاد أنجير مسلحي تمازج عبر حي المدارس وأمر بالهجمات على الأحياء الأخرى في الجنينة، رغم أنه لم يشارك في الهجمات بنفسه. خلال الهجوم على ملجأ القندول، أشار أنجير إلى المبنى وقال "لا أريد أي مركز إيواء"، مباشرة قبل بدء الهجوم.

#### مسر عبد الرحمن أصيل
أصيل يعمل كقائد للإدارة الأهلية في غرب دارفور وكأمير لقبائل الرزيقات. كان أصيل مسؤولاً عن تعبئة ميليشيات الجنجويد والرزيقات في الفترة التي سبقت المجزرة في الجنينة، وقام بتوزيع الأسلحة على المقاتلين في منتصف وأواخر أبريل. نفى أسيل مسؤوليته عن مجازر المساليت، وأخبر رويترز والغارديان أن المساليت هم من بدأوا الصراع وادعى أن الآلاف من العرب قتلوا في المجازر بدلاً من ذلك.

#### حافظ حسن
يعمل حافظ حسن كممثل لقبائل المسيرية في الإدارة الأهلية، وقام بتنسيق توزيع الأسلحة على مسلحي قوات الدعم السريع و الجنجويد. كما منع حسن دفن جثث المدنيين المساليت في مقبرة الغابات.

## الأعقاب
كانت الجنينة أول عاصمة ولاية تسقط في يد قوات الدعم السريع والميليشيات المتحالفة منذ اندلاع الحرب في السودان في 15 أبريل. قامت قوات الدعم السريع والميليشيات المتحالفة بحصار مدن أخرى في جميع أنحاء دارفور منذ بداية الحرب، بما في ذلك عاصمة جنوب دارفور نيالا، وعاصمة وسط دارفور زالنجي، وعاصمة شمال دارفور الفاشر. كانت نيالا وزالنجي تحت سيطرة الفرقة 16 مشاة والفرقة 21 مشاة على التوالي، والتي كانت مقراتها في المدينتين. في 26 أكتوبر، اقتحمت قوات الدعم السريع حامية القوات المسلحة السودانية في نيالا وذبحت الجنود، واستولت على المدينة. بعد خمسة أيام، في 31 أكتوبر، سقطت زالنجي. شكل سقوط نيالا نقطة التحول في سقوط المدن عبر دارفور في يد قوات الدعم السريع.

### مجزرة أرداماتا
بقيت الفرقة 15 مشاة التابعة للقوات المسلحة السودانية متمركزة في أرداماتا طوال مجزرة الجنينة ولم تفعل الكثير لتخفيف الفظائع أو مقاومة قوات الدعم السريع خلال نهبها للمدينة. فر العديد من رجال المساليت والعائلات إلى أرداماتا، وبحلول نوفمبر، كان الآلاف من اللاجئين يعيشون في الحامية. بدأ الجنود السودانيون المتبقون في الحامية، خشية هجوم وشيك كونها واحدة من آخر المناطق التي يتواجد فيها جنود سودانيون على مسافة مئات الأميال، بالتفاوض على استسلامهم مع الشيوخ المحليين.
هاجمت قوات الدعم السريع والميليشيات المتحالفة معها أرداماتا في 2 نوفمبر، واخترقت مخيم اللاجئين في اليوم التالي وقتلت آلاف الرجال من المساليت. قاوم جنود القوات المسلحة السودانية لفترة وجيزة، مما أدى إلى مقتل بعض المدنيين نتيجة القصف. عندما اقتحمت قوات الدعم السريع والميليشيات مقر القوات المسلحة السودانية، فر الجنود إلى تشاد وتركوا اللاجئين ليتم قتلهم. قُتل ما لا يقل عن 1.335 لاجئًا معظمهم من المساليت، وأصيب 2.000 آخرون.
بدأت قوات الدعم السريع في جلب العرب من مختلف أنحاء الولاية وأجزاء أخرى من السودان لإعادة توطين الجنينة بعد المجزرة. جاء بعض العرب من تشاد والنيجر ودول أخرى في منطقة الساحل.

## روابط خارجية
- "المساليت لن يعودوا إلى ديارهم" - هيومن رايتس ووتش، 9 مايو 2024
- "مجزرة الجنينة" - رويترز، 22 سبتمبر 2023
- "مقاتلون عرب قتلوا أطفالاً رضعاً وصبياناً ورجالاً في الحرب على قبيلة سودانية، تدعي الأمهات" - رويترز، 15 ديسمبر 2023